# Anthurium beltianum
Anthurium beltianum là một loài thực vật có hoa trong họ Ráy (Araceae). Loài này được Standl. & L.O.Williams miêu tả khoa học đầu tiên năm 1952.